# アニメDON!
『アニメDON!』（アニメドン）は、2013年4月1日から2014年3月31日までテレビ東京で放送されたアニメ系情報番組。

## 概要
主にテレビ東京で放送しているテレビアニメや同局が製作に関わったアニメ映画などについて取り上げ、またアニメファンにとどまらず一般視聴者も意識したアニメに関する総合情報番組を銘打っていた。
番組は主にスタジオでのトークやVTRで構成されていた。

## 出演者

### MC
- Anisoni∀（アニソニア） - いずれもオーディションで選ばれた新人声優。
  - 上田麗奈
  - 高橋李依
  - 積田かよ子
  - 林田智恵里

## コーナー
みんなでDON!

ほか

## スタッフ
- ナレーター - 川野剛稔
- 構成 - 柿畑寛
- カメラ - 新井直樹 / 宮川量康 / 白井宗敏 / 橋本弘生 / 矢田部修 / 金子徹 / 野中康弘 / 鈴木克典 / 田草川成人
- 音声 - 小林寿恵 / 大間知浩一 / 新井直樹 / 高橋勇士 / 春本一大 / 小笹直樹
- 編集 - 岩崎一博
- MA - 小林研人
- 音効 - 塩谷弘樹、太田省吾
- 美術進行 - 岡野真由子
- スタイリスト - 生井由美
- 技術協力 - 港家、テクノマックス、コールツプロダクション
- 美術協力 - テレビ東京アート
- 制作協力 - テレビ東京ミュージック、テレビ東京コミュニケーションズ、カメレオンフィルム
- デスク - 古舘由美子（テレビ東京）
- ディレクター - 野口詠介、河田奈都美
- プロデューサー - 廣部琢之→土方真・高岩秀明（テレビ東京）、北島英光、野澤彩
- 製作著作 - テレビ東京

## 主題歌

### オープニング
- 2013年
  - 4月 - 「投資家レコーズ（ゆうゆarrange） feat. 天月 -あまつき-」（TOKOTOKO (西沢さんP) ）
  - 5月 - 「フェノグラム」（彩音）
  - 6月 - 「星屑のリング」（今井麻美）
  - 7月 - 「スターテイル」（寺島拓篤）
  - 8月 - 「BANG BANG 鼓笛サンバ」（小桃音まい）
  - 9月 -  「letter writer」（豊崎愛生）
  - 10月 - 「なないろびより」（nano.RIPE）
  - 11月 - 「この雲の果て」（今井麻美）
  - 12月 - 「Place of my life」（原由実）
- 2014年
  - 1月 - 「春夏冬ROCK’N’ROLL」（milktub）
  - 2月 - 「Hikari」（羽多野渉）
  - 3月 -「Reflection」（TAKA）

### エンディング
- 2013年
  - 4月 - 「誰かのメロディ」（中村繪里子）
  - 5月 - 「oui_oui」（ハナエ）
  - 6月 - 「Glossy:MMM」（橋本みゆき）
  - 7月 - 「intention」（原由実）
  - 8月 - 「Blooming Line」（新谷良子）
  - 9月 - 「Dream in Dream」（松来未祐）
  - 10月 - 「JUVENILE!!!!」（ハナエ）
  - 11月 - 「tiny　lamp」（fhána）
  - 12月 - 「TREASURE WORLD」（茅原実里）
- 2014年
  - 1月 -「ヒカリギフト」（戸松遥）
  - 2月 -「顔無紳士」（ELEKITER ROUND 0）
  - 3月 -「漆黒のサステイン」（今井麻美）

## 放送局
| 放送地域   | 放送局     | 放送期間                     | 放送日時           | 放送系列       | 備考   |
| ---------- | ---------- | ---------------------------- | ------------------ | -------------- | ------ |
| 関東広域圏 | テレビ東京 | 2013年4月1日 - 2014年3月31日 | 月曜 27:20 - 27:50 | テレビ東京系列 | 製作局 |

## 関連番組
- アニソンぷらす - 本番組の前身番組。
- アニメマシテ - 本番組の後継番組。